# Zehrental
Zehrental ist eine Gemeinde in der Verbandsgemeinde Seehausen (Altmark) im Landkreis Stendal in Sachsen-Anhalt.

## Geographie
Die Ortsteile der Gemeinde liegen nordwestlich vom Sitz der Verbandsgemeinde in Seehausen (Altmark) in der Altmark im Norden von Sachsen-Anhalt.

## Gemeindegliederung
Die Gemeinde besteht aus sieben Ortsteilen:
- Bömenzien
- Deutsch
- Drösede
- Gollensdorf mit Klein Kapermoor,[2] Groß Kapermoor und Hackenheide
- Groß Garz mit Haverland[2]
- Jeggel
- Lindenberg

## Geschichte
Am 1. Januar 2010 ist Gemeinde Zehrental durch den Zusammenschluss den ehemals selbständigen Gemeinden Gollensdorf (mit seinen Ortsteilen Gollensdorf, Bömenzien und Drösede) und Groß Garz (bestehend aus den Ortsteilen Groß Garz, Deutsch, Jeggel und Lindenberg) entstanden.

### Herkunft des Gemeindenamens
Zehrental ist nach dem Zehrengraben benannt, einem kleinen Flüsschen, das das Gemeindegebiet nach Nordwesten durchströmt und in die Seege fließt.

## Religionen
Die Volkszählung in der Europäischen Union 2011 zeigte, dass von den 961 Einwohnern der Gemeinde Zehrental rund 31 % der evangelischen und rund 2 % der katholischen Kirche angehörten.

## Politik

### Gemeinderat
Bei der Gemeinderatswahl am 26. Mai 2019 konnte die Wählergemeinschaft Ortsteile und Groß Garz 8 Sitze erreichen und die Unabhängige Wählergemeinschaft Gollensdorf zwei Sitze, der Einzelbewerber konnte keinen Sitz erringen. Unter den 10 Gemeinderäten ist nur eine Frau. Parteien traten nicht zur Wahl an.

## Sehenswürdigkeiten
- Die evangelische Kirche von Groß Garz ist ein im Kern mittelalterlicher Feldsteinbau, entstanden gegen Anfang des 13. Jahrhunderts.[11]
- Die neugotische Backsteinkirche in Deutsch stammt aus dem Jahre 1885 und ersetzte die vorherige romanische Feldsteinkirche.[11]
- Die Kirche in Jeggel ist mittelalterlichen Ursprungs, wurde allerdings seit ihrer Erbauung in der ersten Hälfte des 13. Jahrhunderts mehrfach umgebaut und erweitert.[11]
- In Lindenberg entstand 1893 eine neugotische Backsteinkirche anstelle eines barocken Vorgängerbaus aus Fachwerk, die heute weitgehend der Ausstattung zur Bauzeit entspricht.[11]